# Дети Алексея Михайловича
Дети царя Алексея Михайловича — второе поколение русских царевичей и царевен из династии Романовых.

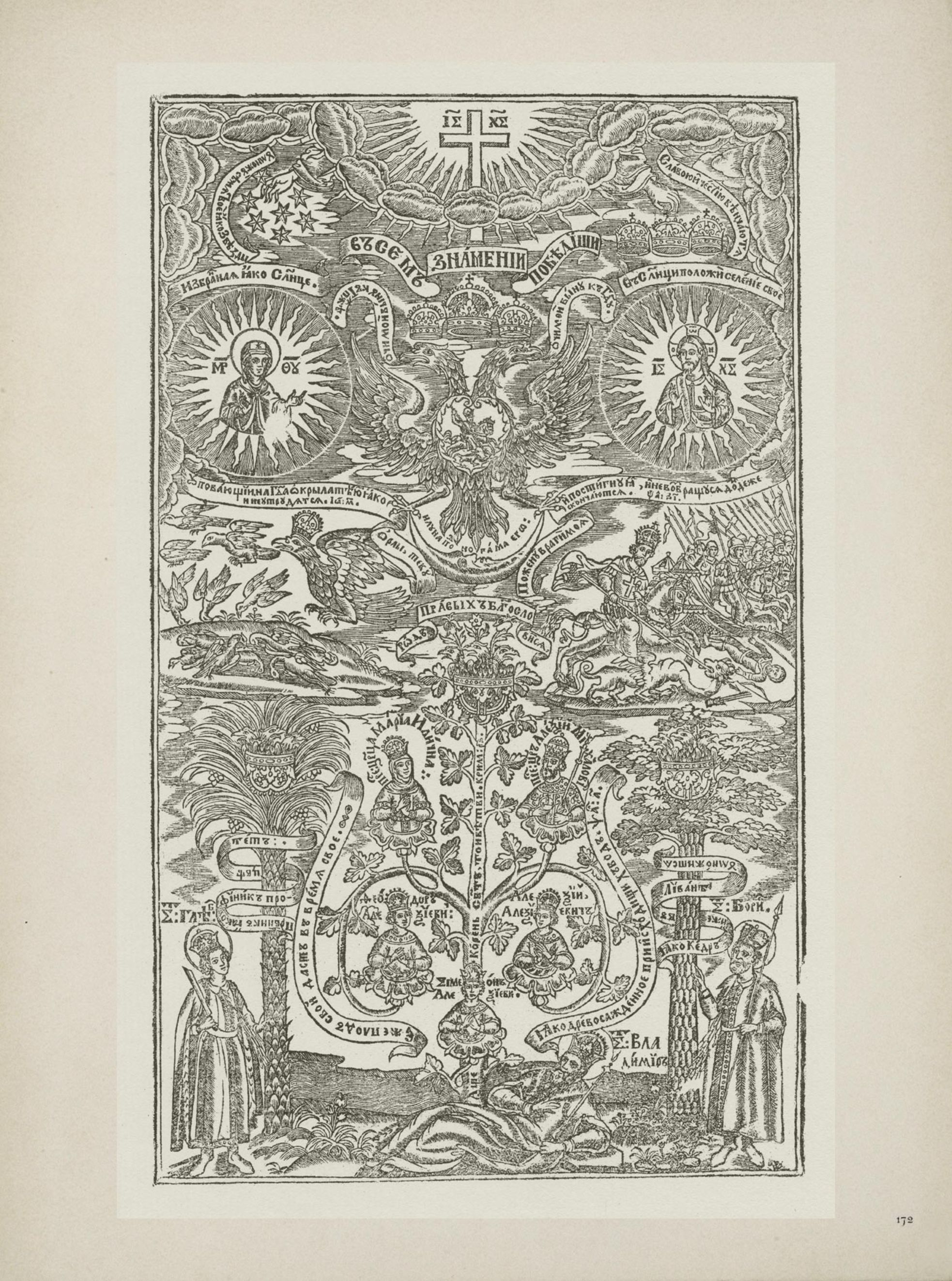
Гравюра «Род правых благословится» из книги Лазаря Барановича «Меч духовный», изданной в 1666 г. На гравюре, провозглашающей преемственность власти Романовых от Рюриковичей, из чресл святого равноапостольного князя Владимира произрастает древо, на котором в цветочных чашечках изображены царь Алексей Михайлович, царица Мария Ильинична и трое их сыновей — Алексей, Феодор и Симеон

Цари Фёдор III, Иван V и Пётр I, патриарх Адриан и митрополит. Иллюстрация из книги Фридриха Христиана Вебера «Преображённая Россия», 1721 год

Царь Алексей был женат дважды. Первой его женой стала Мария Милославская, которая скончалась 44-летней, принеся ему 13 детей. Через 6 дней после её кончины царю исполнилось 40 лет, 21 из которых он прожил в браке. Спустя 23 месяца и девять дней он женился вторично на Наталье Нарышкиной, которая до его смерти в 46-летнем возрасте успела родить только троих детей.
В общей сложности Алексей Михайлович был отцом 16 детей от двух браков. Трое из его сыновей (от первого брака Фёдор III и Иван V, от второго — Пётр I) впоследствии царствовали. Ни одна из выживших дочерей Алексея Михайловича (6 от первого брака, включая царевну Софью, и 1 — от второго) не вышла замуж. Дети от обеих матерей враждовали. Царевен этого поколения называли «Алексеевны», потому что продолжали жить их тётки «Михайловны» — несколько царевен — дочерей Михаила Фёдоровича.
Именослов детей Алексея, согласно традиции, во многом повторял имена предыдущего поколения — братьев и сестёр Алексея, в свою очередь, перекликавшийся с именами братьев и сестёр деда — Филарета и отца — Михаила Фёдоровича, а также использовал фамильные имена Стрешневых, Милославских и Нарышкиных, из которых происходили мать и жёны царя (см. также Родовые имена Романовых).

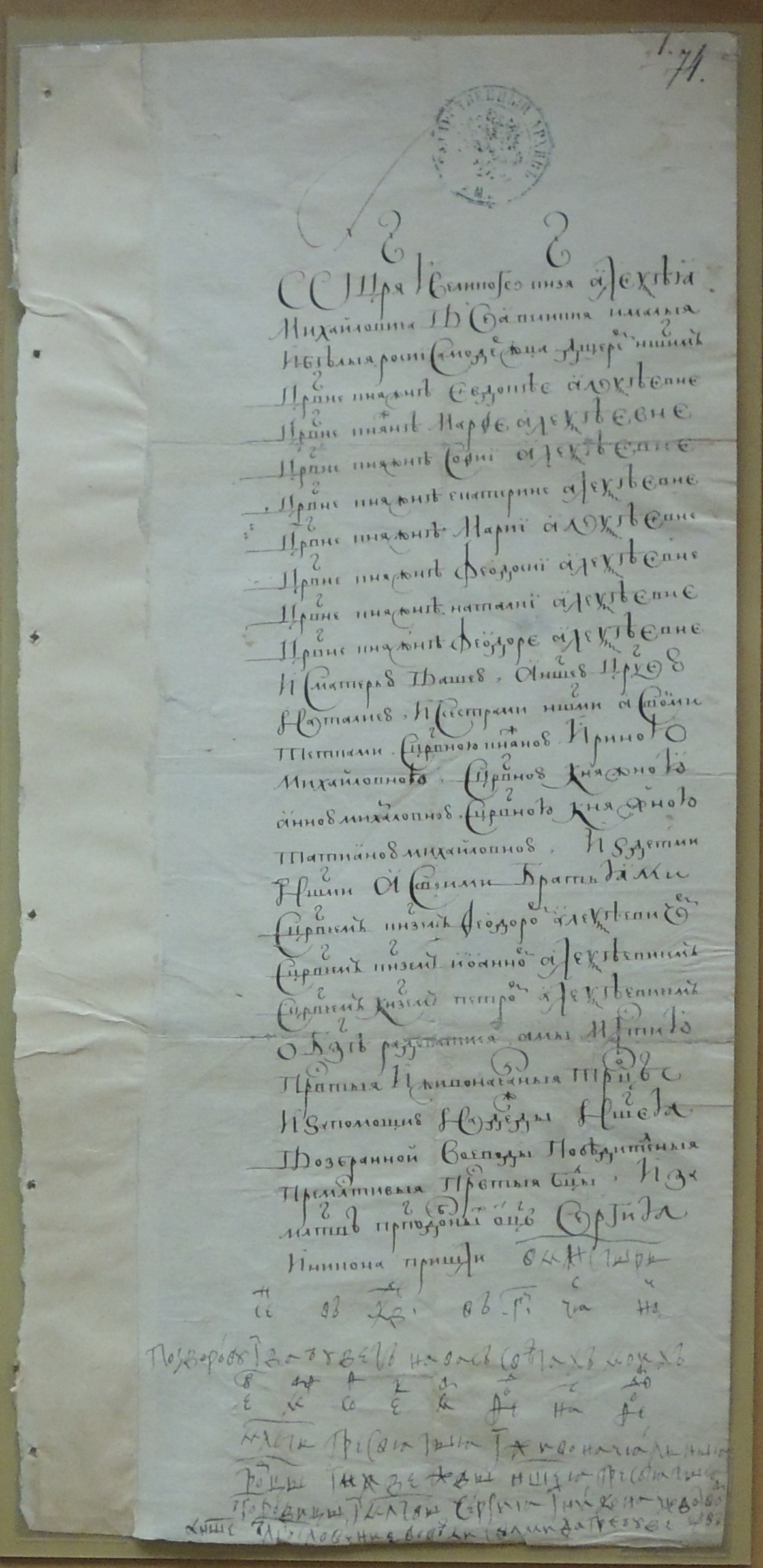
После 1672. Письмо царя Алексея к жене Наталье, сыновьям Федору, Ивану и Петру, дочерям Евдокии, Марфе, Софии, Екатерине, Марии, Феодосии, Наталии и Феодоре о благополучном прибытии в Троице-Сергиев монастырь.

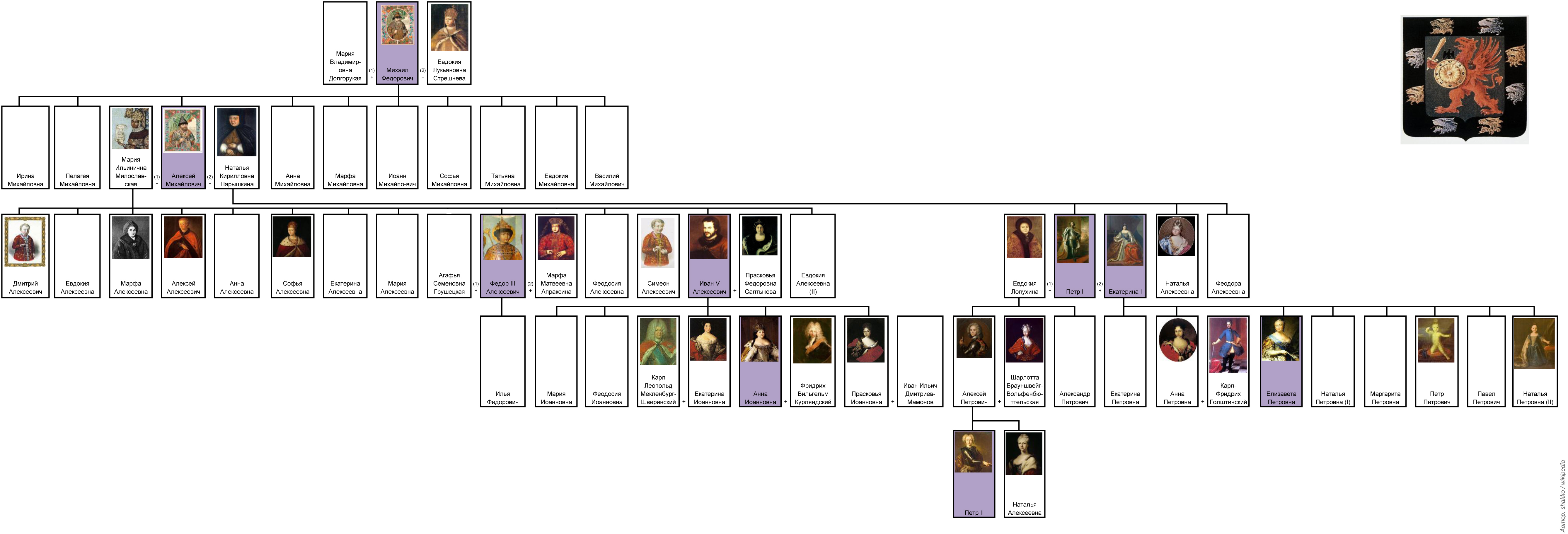
Царский дом Романовых до пресечения в мужском колене

## Дети Милославской

### Дмитрий

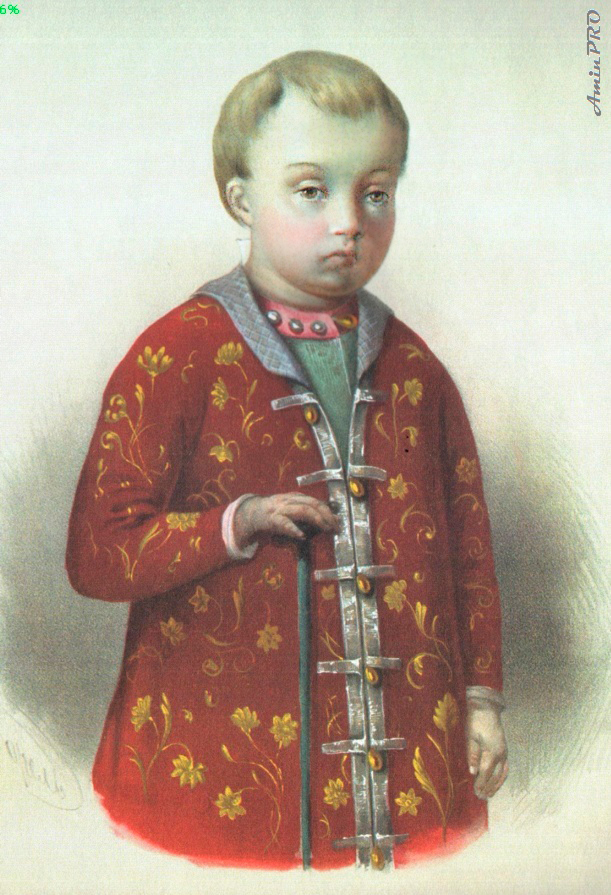
Дмитрий

Царевич Дмитрий Алексеевич (22 октября (1 ноября) 1648 — 6 (16) октября 1649) был первенцем царя Алексея.
Мальчик получил традиционное имя правящей династии Дмитрий (как царевичи из династии Рюриковичей), и был крещен в честь св. Дмитрия Солунского. «Имена трех сыновей Алексея Михайловича воспроизводили имена представителей последней царской семьи Рюриковичей — царя Ивана, царя Федора и царевича Дмитрия».
Родился с врождёнными пороками и отклонениями, в связи с чем скончался во младенчестве, не прожив и 1 года. Погребён в Архангельском соборе Московского Кремля.

#### Мерные иконы
К рождению Дмитрия, а также его последующих братьев и сестёр, были созданы мерные иконы, продолжая традицию Ивана IV и Михаила Фёдоровича.

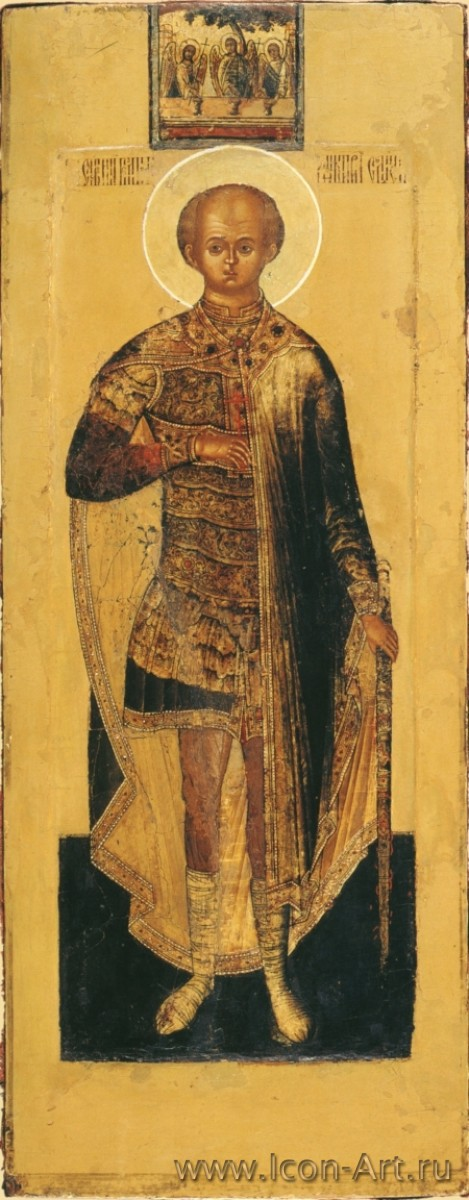
«Димитрий Солунский»
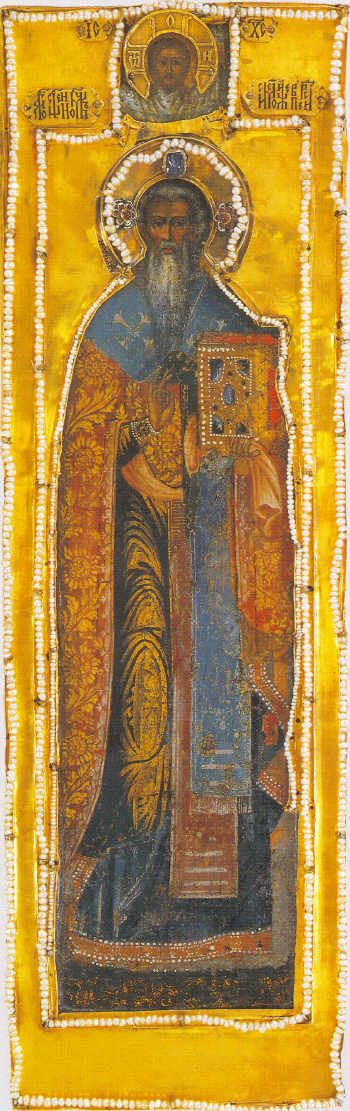
«Симеон Персидский»
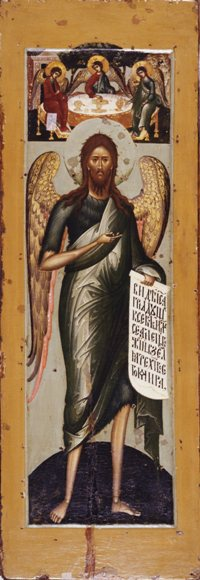
«Иоанн Креститель»
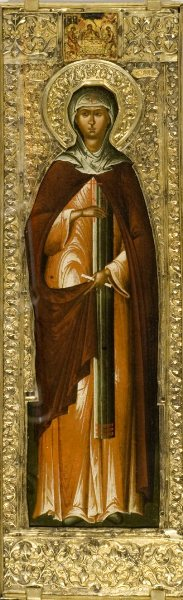
«Святая Евдокия»
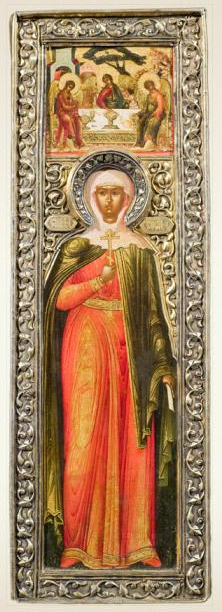
«Святая София»

### Евдокия
Царевна Евдокия Алексеевна (17 (27) февраля 1650, Москва — 10 (21) мая 1712, Москва) — при Петре проживала в Новодевичьем монастыре, но пострига не принимала.
Имя «Евдокия» было для Романовых фамильным: в иночестве так звали одну из сестёр Фёдора Никитича Евфимию (в замужестве княгиню Сицкую), так звалась бабушка Евдокия Стрешнева и рано умершая тётка Евдокия Михайловна.

В 1683 году иностранец её описывает: «Евдокия, старшая, в стороне от дел».

Скончалась незамужней, в возрасте 62 лет, в царствование своего брата Петра I, и была похоронена в Смоленском соборе Новодевичьего монастыря.

### Марфа

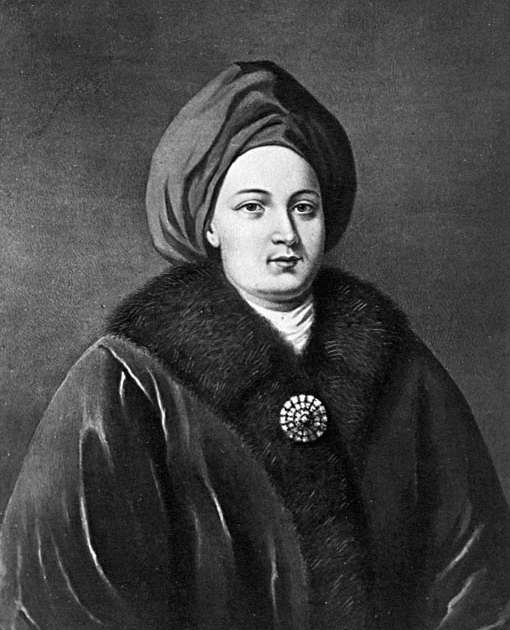
Марфа

Царевна Марфа Алексеевна, в постриге Маргарита (26 августа (5 сентября) 1652 — 19 (30) июня 1707) — третий ребёнок царя Алексея Михайловича.
Крещена 4 (14) сентября 1652 года в Чудовом монастыре. Имя «Марфа» было для Романовых фамильным — так звались её прабабушка инокиня Марфа (Ксения Шестова) и рано умершая тётка Марфа Михайловна.

В 1683 году иностранец её описывает: «Марфа, имеет 30 лет; также ни во что не вмешивается».

В 1698 году за сочувствие и помощь своей сестре царевне Софье была пострижена в Успенском монастыре в Александровой слободе. Похоронена там же — скончалась незамужней в возрасте 55 лет в царствование своего брата Петра.

### Алексей

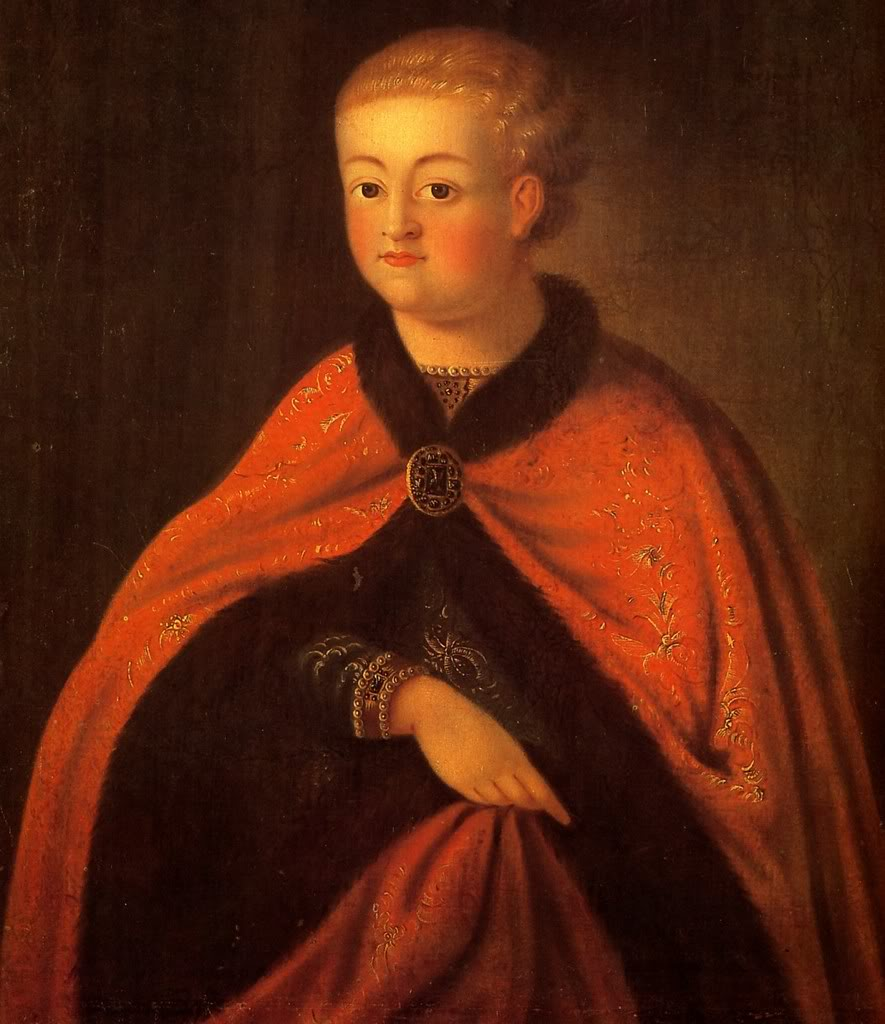
Алексей

Царевич Алексей Алексеевич (5 (15) февраля 1654 — 17 (27) января 1670) дожил до 15-летнего возраста.
Получил то же имя «Алексей», что и его отец, однако их тезоименитные святые были различны.
Погребён в Архангельском соборе.

### Анна
Царевна Анна Алексеевна (23 января (2 февраля) 1655, Вязьма — 8 (18) мая 1659, Москва) — третья дочь и пятый ребёнок царя Алексея Михайловича и царицы Марии Милославской. Родилась в Вязьме, куда Мария Ильинична со всем семейством приехала для встречи с Алексеем Михайловичем, в то время как в Москве утихала эпидемия чумы.
Получила имя «Анна» — такое же, как ещё жившая при её рождении тётка царевна Анна Михайловна, которая, в свою очередь имя получила в честь тётки царя Михаила, сестры патриарха Филарета — Анны Никитичны. Либо в честь сестры своей матери — Анны Ильиничны Морозовой, ур. Милославской.
Скончалась в возрасте 4 лет. Была погребена в Вознесенском монастыре в Московском Кремле, после его разрушения большевиками останки, вместе с прочими были перенесены подземную палату южной пристройки Архангельского собора, где находятся и сейчас.

Надпись на надгробии гласит: «Лета 7167 году майя против 9 числа в седьмом часу нощи преставися раба божия благовернаго великого государя царя и великого князя Алексея Михайловича всея великия и малыя и белый России самодержца и благоверныя государыни царицы и великие княгини Марии Ильиничны дщерь благоверная государыня царевна и великая княгиня Анна Алексеевна и погребена в девятом часу в понедельник на память святаго пророка Исайя».

Надпись на крышке саркофага примерно та же: «Лета 7167 майя в 8 ден против девятого числа на память святаго пророка Исайя преставися раба божия государыня царевна и великая княжна Анна Алексеевна в седьмом часу нощи».

### Софья

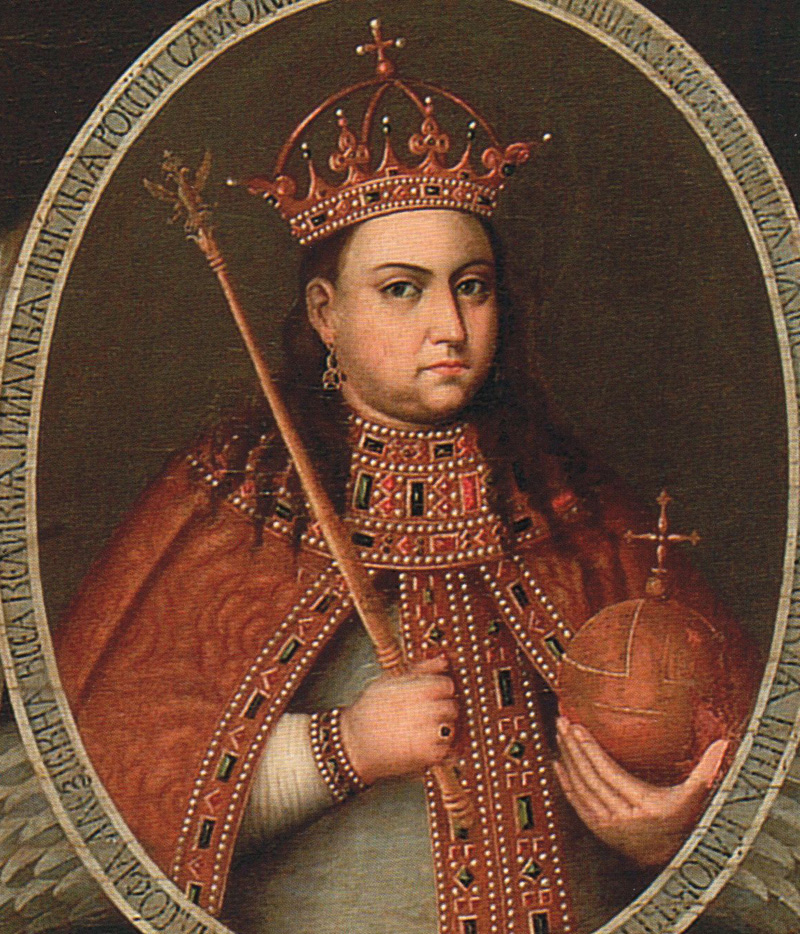
Софья

Царевна Софья Алексеевна, в иночестве Сусанна (17 (27) сентября 1657 — 3 (14) июля 1704) — правительница русского государства.
Получила традиционное княжеское имя «Софья», так же звалась её рано умершая тетка царевна Софья Михайловна.

В 1683 году иностранец её описывает: «Софья Алексеевна, старше покойного царя Феодора, она управляет в Москве с боярами; возвела на престол своего брата Иоанна. Умная и набожная, проводит время в молитве и посте. Читает жития святых по-польски, что в стихах издал Баранович. Царя Иоанна она так оберегает, что он никуда не выезжает, да и к нему никто не ходит без её дозволения. Бояре также не созывают думы без неё не только по делам государственным, но даже и частным».

Низложена и пострижена в Новодевичий монастырь в 1698 году, где и скончалась в правление своего брата Петра 46-летней и незамужней. Похоронена в Смоленском соборе Новодевичьего монастыря в Москве.

### Екатерина
Царевна Екатерина Алексеевна (27 ноября (7 декабря) 1658 — 1 (12) мая 1718).
По преданию, перед рождением дочери Алексею Михайловичу привиделся образ св. великомученицы Екатерины Александрийской, поэтому дочь получила это нетипичное для Романовых имя, которое позже закрепится в династии, так как эта царевна станет крёстной будущей Екатерины I.

В 1683 году иностранец её описывает: «Екатерина — носит шапку и платье в польском вкусе (вроде „tuztuka“ с широкими рукавами); забросила московские кафтаны, перестала заплетать волосы в одну косу».

Скончалась в возрасте 60 лет в правление своего брата Петра. Похоронена в Смоленском соборе Новодевичьего монастыря.

### Мария
Царевна Мария Алексеевна (18 (28) января 1660 — 9 (20) марта 1723).
Получила имя в честь своей матери, Марии Милославской.

В 1683 году иностранец её описывает: «Мария, красивее Екатерины; и эта одевается по-польски».

Пережила всех своих сестёр и скончалась последней в 1723 году, в 63-летнем возрасте, незамужней, за два года до смерти своего брата Петра. Похоронена в Петропавловском соборе Санкт-Петербурга.

### Фёдор

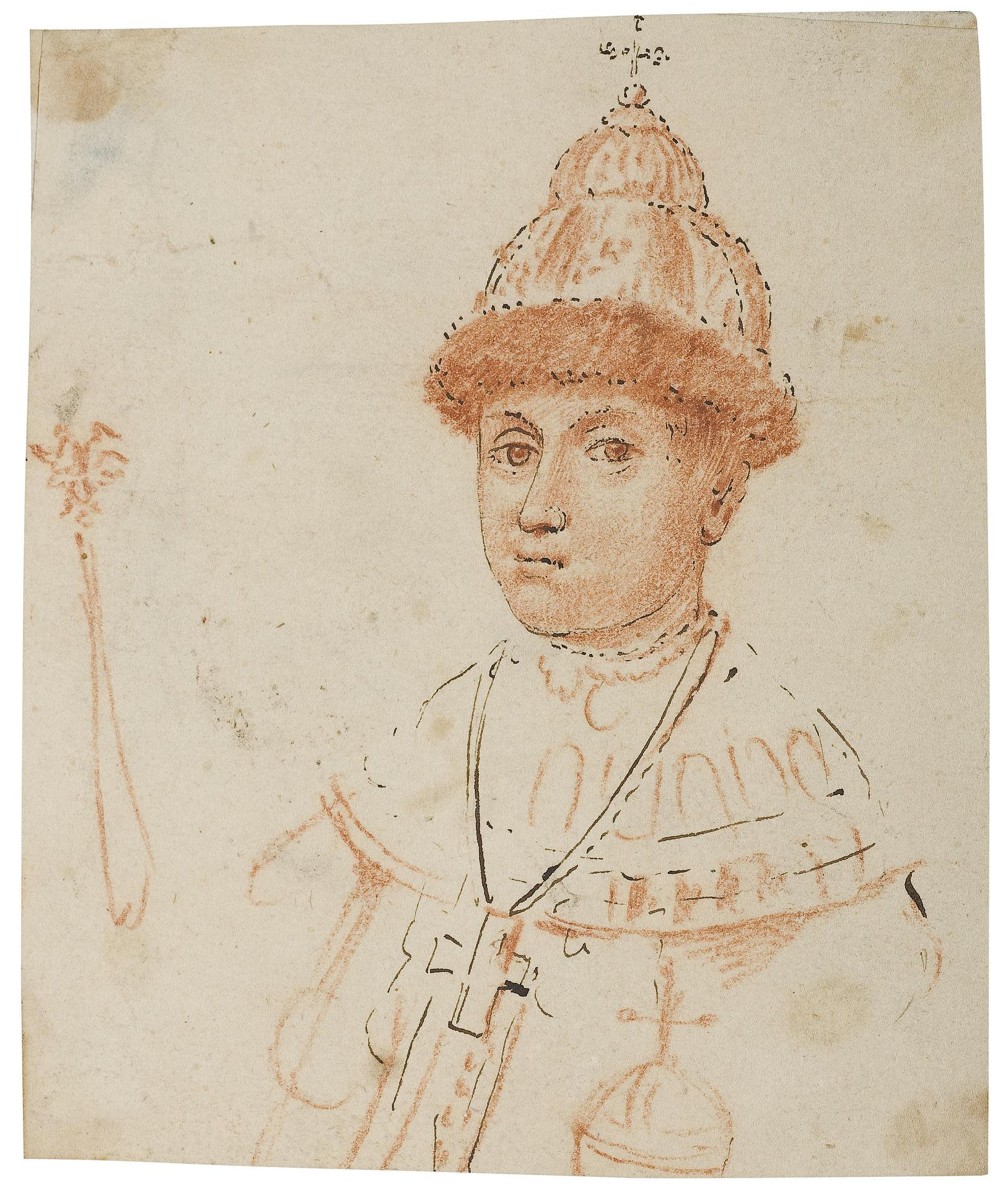
Фёдор

Фёдор III Алексеевич (30 мая (9 июня) 1661 — 27 апреля (7 мая) 1682) — старший из выживших сыновей Алексея Михайловича.
Видимо, получил имя в честь прадеда — патриарха Филарета, также оно соответствовало царю Фёдору Иоанновичу — двоюродному дяде Михаила Фёдоровича.
Стал царём. Скончался в 20-летнем возрасте, его единственный ребёнок Илья Фёдорович скончался прежде него.
Похоронен в Архангельском соборе Кремля.

### Феодосия
Царевна Феодосия Алексеевна, в иночестве Сусанна (29 марта (8 апреля) 1662 — 14 (25) декабря 1713).
Видимо, была названа в честь сестры своей бабки Евдокии — Феодосии Стрешневой.

В 1683 году иностранец её описывает: «Феодосия, моложе царя Феодора и старше Иоанна; в настоящее время проживает у своей тетки Татьяны; набожная, как монахиня».

Скончалась в 51-летнем возрасте в царствование своего брата Петра. Похоронена в Успенской обители в Александровской слободе в одном склепе с сестрой Марфой.

### Симеон

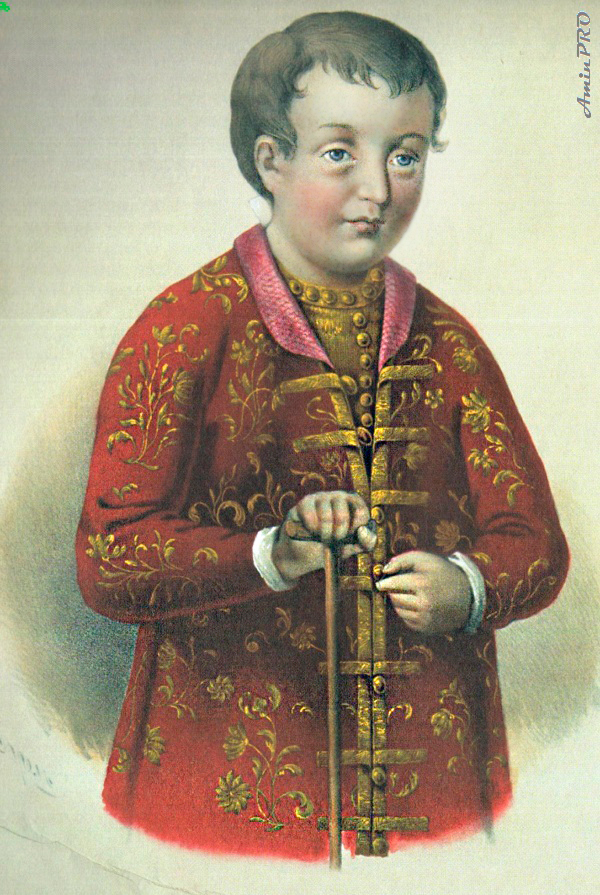
Симеон

Царевич Симеон Алексеевич (3 (13) апреля 1665 — 18 (28) июня 1669) скончался в 3-летнем возрасте.
Был назван в честь брата своей бабки — Семёна Лукьяновича Стрешнева.
Похоронен в Архангельском соборе.

### Иван

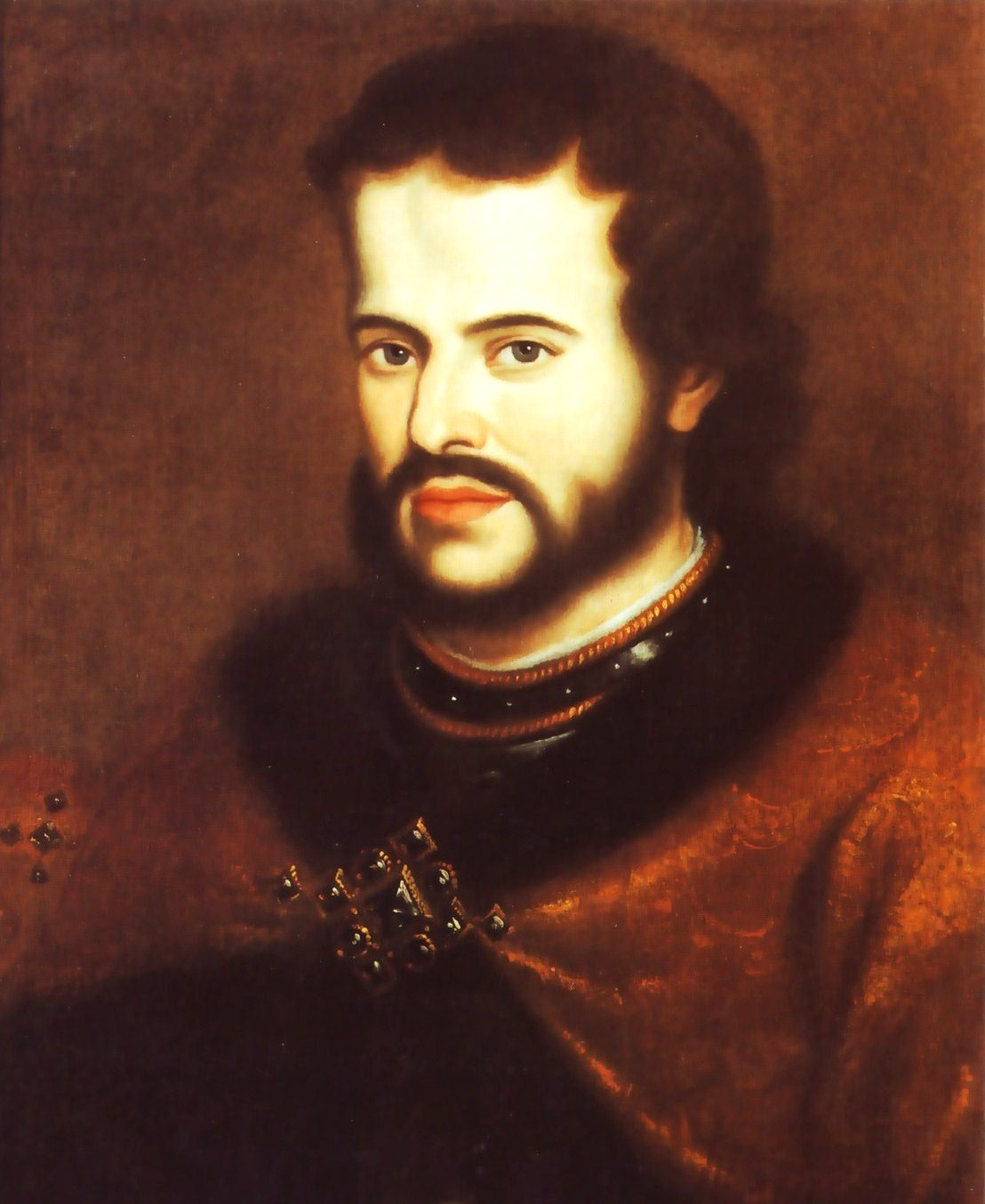
Иван

Иван V Алексеевич (27 августа (6 сентября) 1666 — 29 января (8 февраля) 1696) — второй из сыновей Алексея, доживших до взрослого возраста. Получил традиционное царское имя «Иван». Стал царём одновременно с Петром I и номинально правил неполные 14 лет, но фактически делами распоряжались сначала его сестра Софья, а потом брат Пётр I. Уже к 27 годам иностранные послы описывали Ивана как преждевременно состарившегося почти слепого паралитика.
Оставил потомство женского пола (Дети Ивана V). Скончался в возрасте 29 лет. Похоронен в Архангельском соборе.

### Евдокия (младшая)
Царевна Евдокия Алексеевна (младшая) (26 февраля (8 марта) — 28 февраля (10 марта) 1669, Москва) — дочь царя Алексея Михайловича от первого брака, последний, 13-й, ребёнок царицы Марии Милославской, приведший к её кончине.
Девочка скончалась за несколько дней до кончины своей матери, которая умерла 3 марта. «Государыня скончалась от родильной горячки через пять дней после тяжелейших родов, в которых Царица разрешилась от бремени восьмой Венценосной дочерью Евдокией Алексеевной младшей, прожившей, к несчастью, лишь два дня и скончавшейся 28 февраля (10 марта) 1669 года».
Она вторая из дочерей царя Алексея Михайловича, носивших имя «Евдокия», что иногда вызывает путаницу, так как её старшая сестра Евдокия Алексеевна (см.) пережила тёзку. Причины по которым ребёнок получил имя ещё живого родственника в том же поколении не дошли до наших дней.
Погребена в Московском Вознесенском девичьем монастыре, в 1929 году останки перезахоронены в подвальной палате Архангельского собора Московского кремля.
Процедура похорон Евдокии описана в сохранившемся царском «Объявлении о кончине», где излагался традиционный чин погребения царскородных детей.
«Февраля, в 28 день, преставилась благоверная Царевна Евдокия Алексеевна; благовест был в Успенской колокол в один край, а по теле её приходили со кресты, а кресты, рипиды, да запрестольную Богородицы икону, да фонарь пред образом носят из собора; а как пойдут со кресты, в то число звон, и с большим колоколом в один край во вся; а как с телом пойдут, по тому же образу звон, а проводя тело в Вознесенский монастырь, Патриарх встречал у святых врат в монастыре, и поставя тело, ектенью говорил. А как надгробное отпели, и погребли тело, то Государь в дом свой поиде, и после его кресты в собор понесли, а при встрече крестов звон был…».

Надпись на надгробии гласит: «Лета 7178 года февраля в 28 день на память преподобнаго отца нашего исповедника Василия Спостника и Прокопия в пятом часу того дня преставися раба божия благовернаго великого государя царя и великого князя Алексея Михайловича всея великия и малыя и белыя России самодержца и благоверныя государыня царицы и великой княгини Марии Ильиничны дщерь благоверная государыня царевна и великая княжна Евдокия Алексеевна и погребена того ж месяца февраля в 28 день».

## Дети Нарышкиной

### Пётр

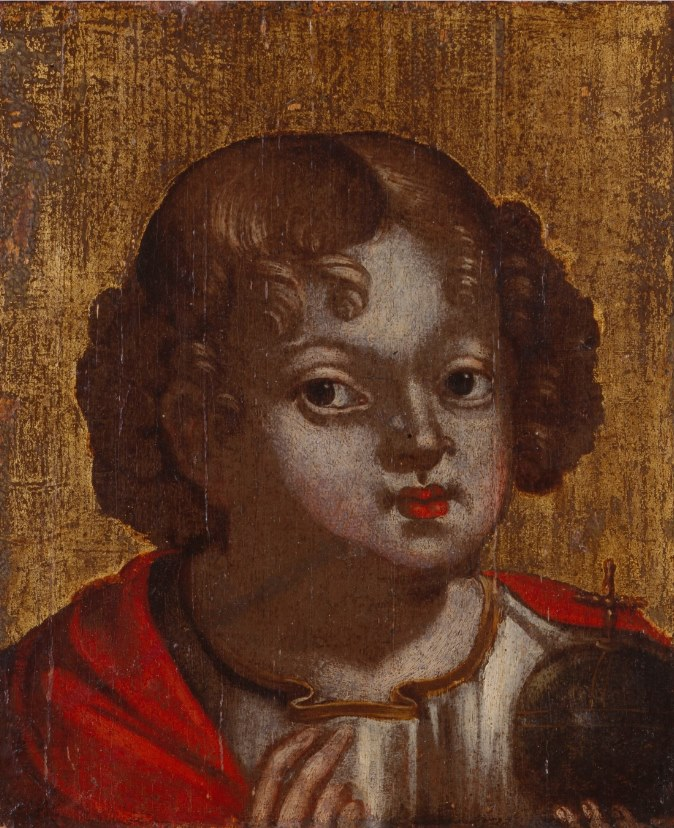
Пётр

Пётр Алексеевич (30 мая (9 июня) 1672 — 28 января (8 февраля) 1725) — российский император, младший сын Алексея Михайловича.
Причина, по которой он получил имя «Пётр», не ясна, возможно, в качестве «эвфонического соответствия имени брата», так как он родился в такой же день 30 мая, как и его старший единокровный брат Фёдор". Оно не встречалось ни у Романовых, ни у Нарышкиных, и даже Рюриковичей в московской династии последним представителем был Пётр Дмитриевич, умерший в 1428 году.
Оставил потомство (см. Дети Петра I). Погребён в Петропавловском соборе Петербурга.

### Наталья

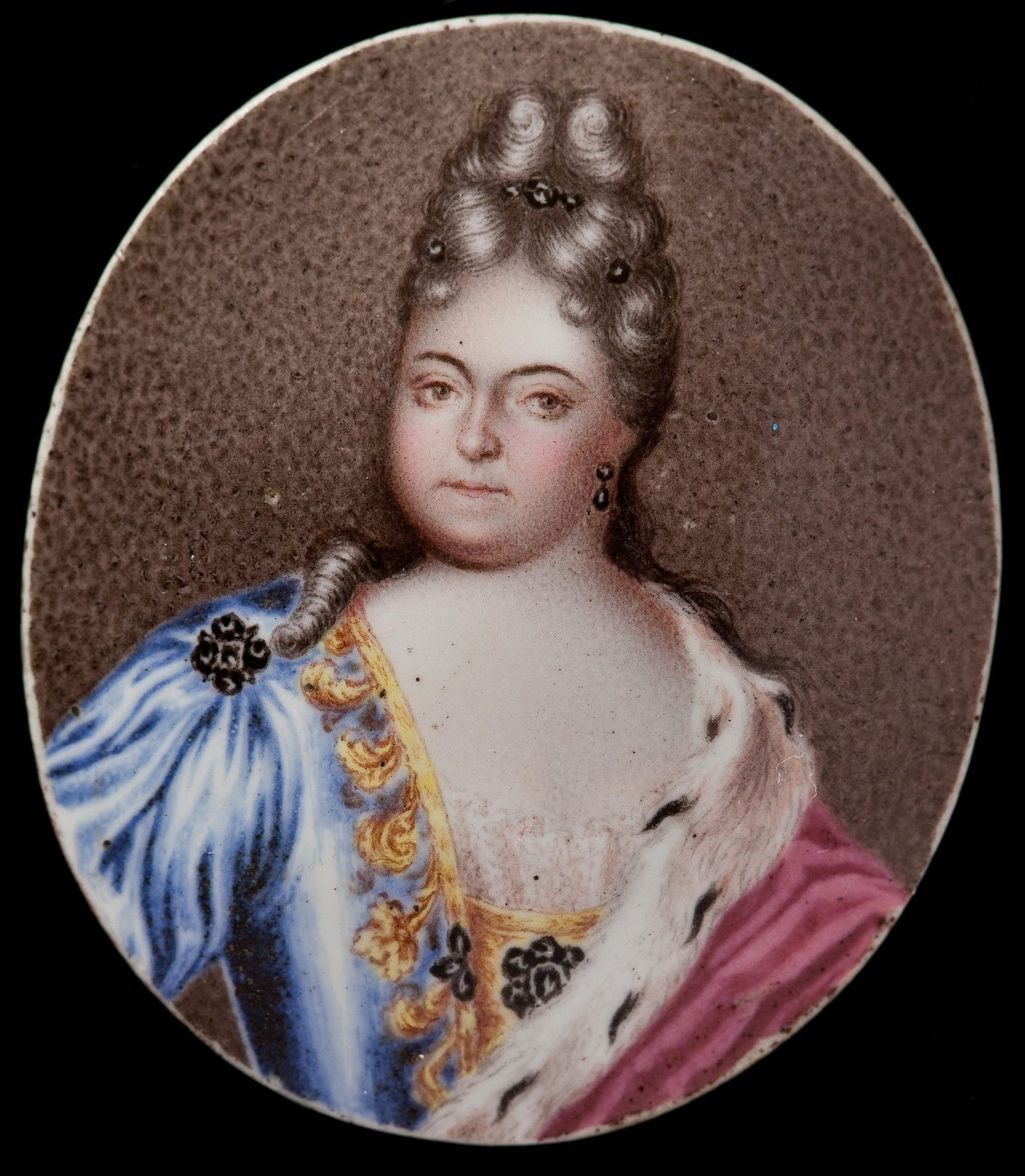
Наталья

Царевна Наталья Алексеевна  (22 августа (1 сентября) 1673 — 18 (29) июня 1716) — единственная выжившая дочь царицы Натальи Кирилловны Нарышкиной и полнородная сестра Петра I.
Получила имя в честь своей матери Натальи Нарышкиной.

В 1683 году иностранец её описывает: «У Наталии [Нарышкиной], кроме Петра, есть ещё очень красивая девятилетняя дочь, тоже Наталия, отличающаяся замечательной красотой, по уму и вежливости она вся в мать».

Скончалась в 43-летнем возрасте, незамужней, в царствование своего брата Петра. Была похоронена в Петербурге, в Александро-Невской лавре на Лазаревском кладбище, перезахоронена в Благовещенской церкви той же лавры.

### Феодора
Царевна Феодора Алексеевна (Федора) (4 [14] сентября 1674, Москва — 28 ноября [8 декабря] 1677, там же) — царевна, третий ребёнок и последняя дочь царя Алексея Михайловича и его второй жены Натальи Кирилловны Нарышкиной.
Как считает Е. В. Пчелов, получила женское имя «Феодора», нетипичное для Романовых, как парное к мужскому имени «Феодор», которое носил её старший брат, наследник престола Федор Алексеевич. Была крещена патриархом Иоакимом в Чудовом монастыре.
Умерла в детстве. Была погребена в Вознесенском монастыре в Московском Кремле, после его разрушения большевиками останки вместе с прочими были перенесены в подземную палату южной пристройки Архангельского собора, где находятся и сейчас.

Надпись на надгробии гласит: «Лета 7176 года ноября в 28 день в среду в пятом часу нощи на память преподобнаго отца нашего исповедника Стефана Нового преставися раба божия благоверного государя царя и великого князя Алексея Михайловича всея великия и малыя и белыя России самодержца дщерь благоверная государыня царевна и великая княжна Феодора Алексеевна и погребена в 29 день».

Надпись на крышке саркофага повторяет её: «Лета 7176 ноября в 28 день в среду в пятом часу нощи на память преподобного отца нашего исповедника Стефана Нового преставися раба божия благоверного царя и великого князя Алексея Михайловича всея великия и малыя и белыя Русии самодержца дщерь благоверная государыня царевна и великая княжна Феодора Алексеевна погребена декабря в 13 день».